# Hochschule Kaiserslautern
Die Hochschule Kaiserslautern (kurz HSKL oder HS KL, ehemals Fachhochschule Kaiserslautern) mit den drei Studienorten Kaiserslautern, Pirmasens und Zweibrücken ist eine deutsche Fachhochschule. Sie ist mit rund 6325 Studenten, 482 Beschäftigten (davon 148 Professoren) eine der großen Hochschulen in Rheinland-Pfalz und steht für eine über 160-jährige Tradition in der Ingenieurausbildung.

## Chronik
Frühester Vorläufer der heutigen Hochschule bildet der bereits im Jahr 1844 gegründete Lehrstuhl für praktische Mechanik an der Kreisgewerbeschule. Nach den weiteren Stationen der Höheren Technischen Staatslehranstalt (1922) und der Staatlichen Ingenieurschule Kaiserslautern (1942 gegründet, 1943 geschlossen), wurde sie 1959 als Staatl. Ingenieurschule für Maschinenwesen neu gegründet. Diese wurde 1969 mit der Pfälzischen Ingenieurschule für Bauwesen zur Staatlichen Ingenieurschule für Bau- und Maschinenwesen zusammengeschlossen. Im Jahr 1971 wurde diese dann in die neu gegründete Fachhochschule Rheinland-Pfalz eingebracht. Im Jahr darauf wurde der Fachbereich Textiltechnik durch die Übernahme der ehemaligen Staatlichen Ingenieurschule für Textiltechnik Lambrecht erweitert und die Werkkunstschule des Bezirksverbandes Pfalz als Fachbereich Innenarchitektur und Grafik/Design eingegliedert.
Ab dem Jahr 1989 wurden die Fachbereiche Textiltechnik, Schuh- und Ledertechnik sowie Chemietechnik aus Kaiserslautern nach Pirmasens verlegt. Als Konversionsprojekt, bei dem ehemalige militärische Anlagen einer zivilen Nutzung zugeführt wurden, entstand 1994 der Studienort Zweibrücken mit den Fachbereichen Betriebswirtschaft, Informatik und Mikrosystemtechnik.
Im Zuge der Verselbstständigung der Einheiten der Fachhochschule Rheinland-Pfalz entstand 1996 die Fachhochschule Kaiserslautern mit den drei Studienorten Kaiserslautern, Pirmasens und Zweibrücken.
Im September 2014 benannte die Fachhochschule sich in Hochschule Kaiserslautern um. Die Hochschule Kaiserslautern besitzt allerdings nach wie vor den Status einer Fachhochschule.
Seit Januar 2015 verwendet die Hochschule ein neues Logo, das mit dem Umriss des Bundeslandes Rheinland-Pfalz den geographischen Standort der Hochschule aufgreift und den Positionierungsansatz: historisch gewachsen, regional verwurzelt und gut vernetzt unterstreichen soll. Die Farbgebung des Logos wurde aus den Farben der Region entwickelt und auf die Fachbereiche der Hochschule übertragen. Mit dem Logo möchte man die Verbundenheit der drei Studienorte symbolisieren und die Verbundenheit der Hochschule zur Region unterstreichen. Zudem wolle man dadurch auch zeigen, dass die Hochschule regional sowie weltoffen ist.
Anfang Juni 2023 wurde die Hochschule Opfer eines Angriffs der Ransomware Rhysida. Im Zuge des Angriffs konnten die Hacker hochschulinterne Daten erbeuten, die anschließend im Darknet zunächst höchstbietend versteigert und anschließend teilweise veröffentlicht wurden.

## Fachbereiche und Studiengänge
Die Hochschule Kaiserslautern besteht aus fünf Fachbereichen:
- Angewandte Ingenieurwissenschaften (AING)
- Angewandte Logistik- und Polymerwissenschaften (ALP)
- Bauen und Gestalten (BG)
- Betriebswirtschaft (BW)
- Informatik und Mikrosystemtechnik (I/MST)

Sämtliche Präsenzstudiengänge sind über das eigene Kooperative Studienmodell KOSMO auch dual studierbar.

### Angewandte Ingenieurwissenschaften
Der Fachbereich Angewandte Ingenieurwissenschaften, der sich aus den beiden Gebieten Maschinenbau und Elektrotechnik zusammensetzt, bietet derzeit folgende Studiengänge an:

#### Bachelorstudiengänge
- Elektrotechnik
- Maschinenbau
- Mechatronik
- Wirtschaftsingenieurwesen
- Energie-Ingenieurwesen (ab WS 19/20, früher Energieeffiziente Systeme)
- Automatisierungstechnik (berufsbegleitend)
- Industrial Engineering (berufsbegleitend)
- Prozessingenieurwesen (berufsbegleitend)
- Mechatronik (berufsbegleitend)

#### Masterstudiengänge
- Elektrotechnik und Informationstechnik
- Logistik & Produktionsmanagement (fachbereichsübergreifend)
- Maschinenbau/Mechatronik
- Elektrotechnik (berufsbegleitend)
- Prozesstechnik (berufsbegleitend)

### Angewandte Logistik- und Polymerwissenschaften
Der Fachbereich Angewandte Logistik- und Polymerwissenschaften bietet derzeit folgende Studiengänge an:

#### Bachelorstudiengänge
- Angewandte Pharmazie (ab WS 12/13) (B.Sc.)
- Angewandte Chemie (Vertiefungsrichtungen: Polymerchemie, Reaktions- und Verfahrenstechnik, Pharmazeutische Technologie oder Angewandte Biotechnologie) (B.E.)[11]
- Leder- und Textiltechnik (B.E.)
- Logistik (Vertiefungsrichtungen: Transport und Verkehr, Intralogistik, Prozess- und Schnittstellengestaltung)
- Weinbau und Oenologie (am Weincampus in Neustadt)
- Industriepharmazie (berufsbegleitend)

(Quelle:)

#### Masterstudiengänge
- Wirtschaftsingenieurwesen – Logistik & Produktionsmanagement (fachbereichsübergreifend) (M.Sc.)
- Angewandte Polymerchemie  (M.Sc.)[11] / Biobasierte Polymerchemie (M.Sc.)
- Refinement of Polymer and Composite Products (M.Sc.)

### Bauen und Gestalten
Der Fachbereich Bauen und Gestalten bietet derzeit folgende Studiengänge an:

#### Bachelorstudiengänge
- Architektur (B.A.)
- Bauingenieurwesen (B.E.)
- Innenarchitektur (B.A.)
- Virtual Design (B.A.)

#### Masterstudiengänge
- Architektur (M.A.)
- Bauingenieurwesen Fachrichtung Baubetrieb/Infrastruktur/Konstruktiv (M.E.)
- Innenarchitektur (M.A.)
- Virtual Design (M.A.)

### Betriebswirtschaft
Der Fachbereich Betriebswirtschaft bietet derzeit folgende Studiengänge an:

#### Bachelorstudiengänge
- Betriebswirtschaft (B.A.) (Fernstudium)
- Finanzdienstleistungen (B.A.)
- Industrial & Digital Management (B.Sc.)
- Mittelstandsökonomie (B.A.)
- Technische Betriebswirtschaft (B.Sc.)
- Wirtschaftsinformatik (ehemals Information Management) (B.Sc.)
- International Business Administration (B.A.)

#### Masterstudiengänge

##### Konsekutive Präsenzstudiengänge
- Financial Services Management
- Information Management[13]
- International Management and Finance (Double Degree)
- Mittelstandsmanagement
- Logistik & Produktionsmanagement (fachbereichsübergreifend)
- Wirtschaft und Recht

##### Weiterbildende berufsbegleitende Präsenzstudiengänge
- Financial Sales Management
- Pension Management

##### Fernstudiengänge
- MBA Vertriebsingenieur (berufsbegleitend)[14]
- MBA Marketing-Management (berufsbegleitend)[15]
- MBA Innovations-Management (berufsbegleitend)[16]
- MBA Motorsport-Management (berufsbegleitend)[17]
- MBA Sport-Management (berufsbegleitend)[18]
- MBA Intelligent Enterprise Management (berufsbegleitend)[19]
- Betriebswirtschaft

Die Fernstudiengänge MBA Innovations-Management und MBA Motorsport-Management werden auch in Englisch als internationale Studiengänge angeboten.

### Informatik und Mikrosystemtechnik
Der Fachbereich Informatik und Mikrosystemtechnik bietet derzeit folgende Studiengänge an:

#### Bachelorstudiengänge
- Angewandte Informatik (B.Sc.)
- Medieninformatik (B.Sc.)
- Digital Media Marketing (B.Sc.)
- Medizininformatik (B.Sc.)
- Mikrosystem- und Nanotechnologie (B.E.)
- Applied Life Sciences (B.Sc.)
- IT-Analyst (berufsbegleitendes Fernstudium) (B.Sc.)
- Medizin- und Biowissenschaften (ausbildungsintegriertes und berufsbegleitendes Studium) (B.Sc.)

#### Masterstudiengänge
- Informatik (M.Sc.)
- Micro Systems and Nano Technologies (M.E.)
- Applied Life Sciences (M.Sc.)

## Studienorte

### Studienort Kaiserslautern
In Kaiserslautern sind die Fachbereiche „Angewandte Ingenieurwissenschaften“ (AING) und „Bauen und Gestalten“ (BG) mit rund 2700 Studierenden beheimatet, die sich dort auf die beiden Standorte Morlauterer Straße und Schoenstraße verteilen. Zukünftig sollen beide Standorte auf dem Gelände der alten Kammgarnspinnerei zusammengeführt werden. Am 13. Juni 2017 wurde der neue Studienort Kaiserslautern, in unmittelbarer Nachbarschaft der Gartenschau Kaiserslautern, eingeweiht.

### Studienort Pirmasens

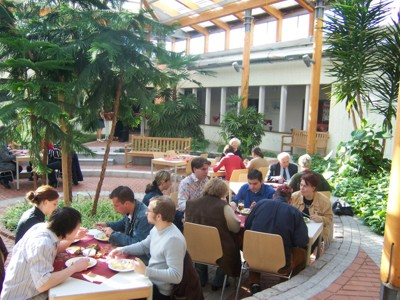
Mensa im Innenhof der HS Pirmasens

Am Studienort Pirmasens ist der Fachbereich „Angewandte Logistik- und Polymerwissenschaften“ (ALP) mit rund 700 Studierenden beheimatet. Der kleinste Studienort der Hochschule Kaiserslautern befand sich 1989 zuerst an der Lemberger Straße, bevor er später in der ehemaligen US-Schule auf der Husterhöhe, einem aufgelösten amerikanischen Armeestützpunkt, angesiedelt wurde.

### Studienort Zweibrücken

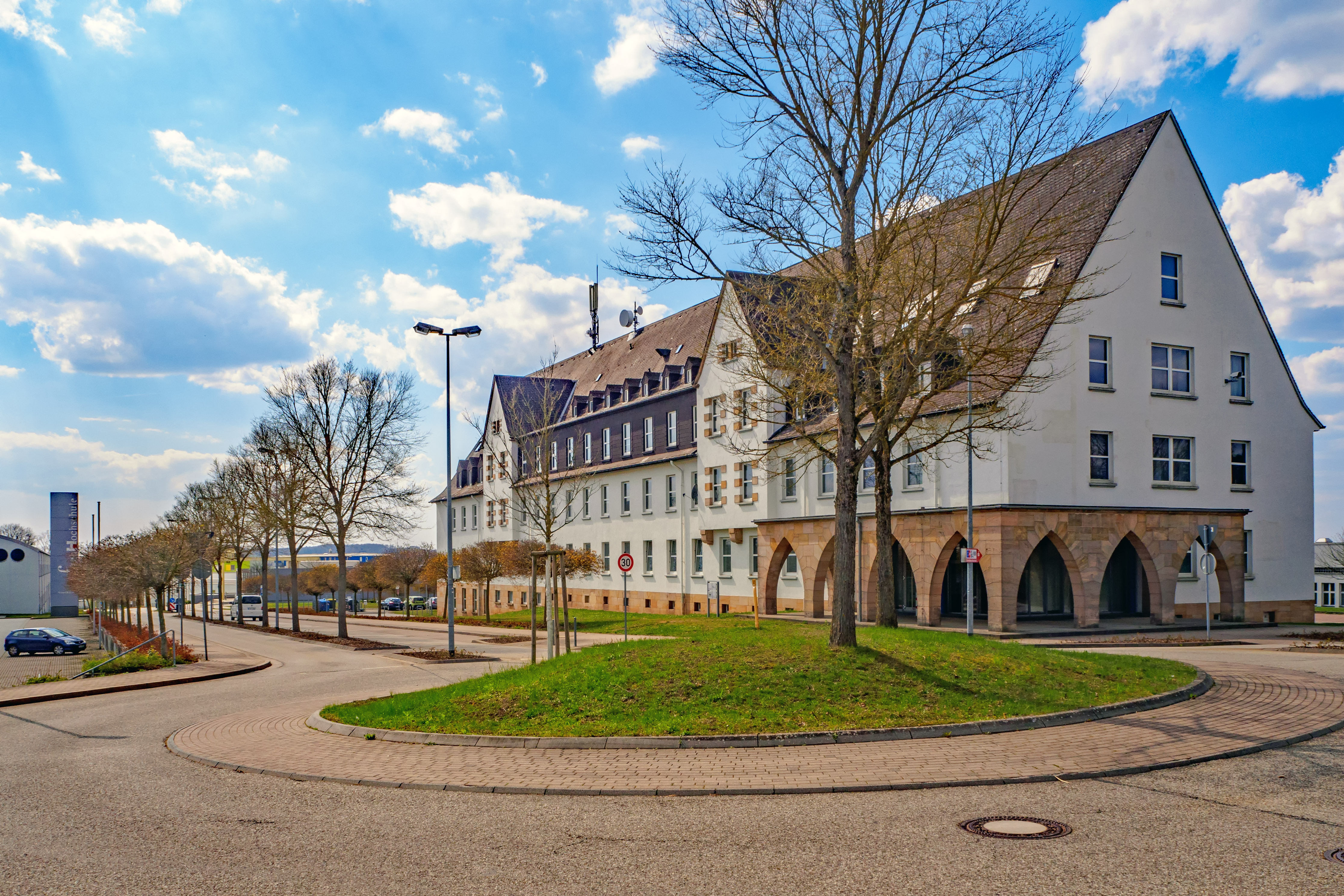
Gebäude H des Studienorts Zweibrücken

Der Studienort Zweibrücken wurde 1994 als „Campus-Hochschule“ gegründet und ist deshalb der jüngste Standort der Hochschule. Trotzdem hat dieser Standort ebenso wie der Standort Kaiserslautern um die 2700 Studierende. Auf dem ehemaligen US-Militärgelände des Zweibrücker Kreuzbergs wurde zum Teil in den alten Räumen einer amerikanischen Schule, die komplett saniert wurden, als auch in zahlreichen Neubauten das dritte Standbein der Hochschule angesiedelt. Der Standort Zweibrücken wurde nach amerikanischem Vorbild gestaltet, so dass die Studierendenwohnheime in direkter Nähe zum Studienort selbst liegen. Eines davon wird vom Studierendenwerk Kaiserslautern geführt.
In Zweibrücken sind die Fachbereiche „Betriebswirtschaft“ und „Informatik/Mikrosystemtechnik“(BW & I/MST), mit rund 2600 Studierenden, untergebracht. Am Standort Zweibrücken gibt es einen AStA (Allgemeinen Studierendenausschuss).
Der AStA verfügt über folgende Referate: Vorsitz, Kultur, Soziales, Finanzen, Sport, Öffentlichkeit, Event, Mobilität, Kiosk, Sponsoring & Organisation, Administration und Internationales. Des Weiteren besitzt das Referat Öffentlichkeit ein Unterreferat namens CampusTV, welches die Veranstaltungen und das Leben auf dem Campus in Form von Videos dokumentiert und auf YouTube veröffentlicht.
Die vom Referat Sport betreuten Angebote umfassen einen Sportraum direkt am Campus und eine Auswahl an verschiedenen Aktivitäten wie Yoga, Volleyball, Parkour und Freeletics.
Seit 2019 wurden – in Zusammenarbeit mit der Hochschule – die Räumlichkeiten der ehemaligen Kontrastbühne wieder eröffnet. Diese Räumlichkeiten heißen nun Campino und sind Veranstaltungsort für wöchentliche Veranstaltungen des AStA und der Fachschaften.
Der Studienort Zweibrücken verfügt über die Fachausschüsse für Studium und Lehre (FSL) in den Fachbereichen Informatik und ALS/MNT. In jedem Ausschuss sind Studierende, Professoren und Assistenten vertreten. Hier sollen die Bedürfnisse und Anregungen der Studierenden umgesetzt werden sowie auf das Einhalten von entsprechenden Richtlinien geachtet werden. Auch Organisatorisches wird in den einzelnen Ausschüssen gemäß ihrer Bestimmung geplant und umgesetzt.
Der Standort Zweibrücken verfügt über eine eigene Kinderkrippe, welche von Kindern studierender Eltern genutzt werden kann. Zusätzlich gibt es am Campus das sogenannte Eltern-Kind-Arbeitszimmer (ElKaz), welches von Professoren, Mitarbeiter als auch von Studierenden genutzt werden kann, um eine attraktive Möglichkeit zu bieten auch an der Hochschule mit ihren Kindern arbeiten zu können.
Seit 2002 befindet sich auf dem Campus des Standorts Zweibrücken eine Volkssternwarte. Diese hat seit 2019 Aufsehen erregt, da sie Hubert Zitt zusammen mit Helfern neu gestrichen hatte, wodurch sie dem weltbekannten Roboter R2D2 aus der Star Wars Saga ähnelt. Weltweit wurde sie bekannt, als einer der Hauptdarsteller der Serie Mark Hamill die Sternwarte auf Twitter teilte.
Ebenso bekannt ist der Standort für die jährlich stattfindende StarTrek Vorlesung von Hubert Zitt, welche hunderte von Science-Fiction Fans zum Ende des Jahres anlockt.

## Hochschulbibliothek
Die Hochschulbibliothek der Hochschule Kaiserslautern ist eine zentrale Serviceeinrichtung der Hochschule und für einen breiten Nutzerkreis (Angehörige der HS-KL und anderer Hochschulen sowie Privatpersonen) öffentlich zugänglich. Zu ihr gehören drei Teilbibliotheken – jeweils eine an jedem der drei Hochschulstandorten. Die Teilbibliotheken sind über einen internen Lieferdienst miteinander verbunden. Wie viele Hochschulbibliotheken bietet auch diese Anschluss zu Digitalen Büchereien für Journals, Magazinen und andere wissenschaftliche Publikationen, darunter fallen z. B. IEEE Xplore, oder Wiley.

## Beiträge
Pro Semester zahlen alle Studierende einen Studierendenwerksbeitrag und den AStA-Beitrag in Höhe von zusammen 103 €. Im Gegensatz zu den Studierenden an den Standorten Kaiserslautern und Pirmasens fallen für Studierende des Standortes Zweibrücken keine Kosten für ein Semesterticket an, da sie keines erhalten. Seit vielen Jahren ist jedoch im Gespräch, ob auch Zweibrücken ein Semesterticket erhalten soll. Zu einer Einigung kam es bisher noch nicht.